# Rose Tyler
Rose Tyler é uma personagem fictícia da série de televisão britânica de ficção científica Doctor Who. Ela foi criada pelo produtor da série Russell T Davies e interpretada por Billie Piper. Com o renascimento de Doctor Who em 2005, Rose foi apresentada como uma nova companheira de viagem do protagonista da série, o Doutor, em sua nona e décima encarnações. O personagem companheiro, destinado a atuar como um substituto do público, foi fundamental na primeira temporada para introduzir novos espectadores ao mito de "Doctor Who", que não ia ao ar regularmente desde 1989. Rose tornou-se o olhos dos telespectadores para o novo mundo da série, da perspectiva do companheiro. Piper recebeu o maior faturamento ao lado de Christopher Eccleston e David Tennant pela duração de seu tempo como membro regular do elenco. Sendo regular para toda a primeira (2005) e segundo temporada (2006), Piper mais tarde retornou para três episódios da 4ª temporada (2008) e apareceu em especiais de longa-metragem em 2010 e 2013. Em 2013, Piper interpretou um personagem diferente para o 50º aniversário conhecido como 'The Moment', projetando a imagem de Rose em sua forma de 'Lobo Mau'.
Na narrativa da série, Rose é apresentada na estreia homônima da série como uma adolescente que trabalha como assistente de loja em Londres, ao lado de seu próprio elenco de apoio na forma de sua mãe Jackie Tyler (Camille Coduri) e seu namorado Mickey Smith (Noel Clarke). Ao longo da primeira temporada, as ações e respostas humanas de Rose contrastam com as perspectivas alienígenas do Doutor. Rose confia cada vez mais no Doutor e percebe que se apaixonou por ele. Ele passa a valorizar e depender dela e sacrifica sua nona encarnação por ela. Rose forma um vínculo semelhante com o novo Doutor, mas os dois parecem estar separados para sempre no final da segunda temporada, embora o retorno temporário de Rose na quarta temporada dê a seu relacionamento com o Doutor uma resolução.
Ao promover a série, tanto Piper quanto Eccleston enfatizaram as características heroicas de Rose, enquanto Davies destacou suas qualidades realistas e o "britânico" por excelência. A reação da crítica observou que a personagem era mais desenvolvida, independente e igual ao Doutor do que os companheiros anteriores, enquanto o papel geral da personagem na narrativa das duas primeiras temporadas foi elogiado. No entanto, a reação ao retorno da personagem em 2008 foi mais mista. Piper ganhou vários prêmios por sua interpretação de Rose —incluindo dois National Television Awards —e desde seu papel inicial na série, a personagem foi bem classificada em várias pesquisas de 'melhor companheira'. Depois de sair como regular da série, Piper teve sucesso em outros papéis de alto perfil como atriz, o que foi parcialmente atribuído a suas performances em Doctor Who.

## Aparições

### Televisão
Rose é apresentada no episódio de estreia homônimo, "Rose", da temporada de 2005. Ela é salva de um ataque misterioso de Auton pelo senhor do tempo o Doutor (Christopher Eccleston), e o ajuda a impedir uma invasão da Terra. Posteriormente, o Doutor convida Rose para ser sua companheira de viagem, levando-a até o fim do mundo e adulterando seu celular para que ela possa manter contato com sua mãe Jackie (Camille Coduri), e namorado Mickey Smith (Noel Clarke) enquanto viaja no tempo em "The End of the World". Em suas viagens no tempo e no espaço, Rose aprende a importância de não mexer com a história, quando em "Father's Day", ela tenta salvar a vida de seu pai Pete Tyler (Shaun Dingwall), que morreu quando ela era um bebê. Ao longo de suas jornadas, ela e o Doutor são assombrados por duas misteriosas palavras recorrentes: "Bad Wolf". Rose, o Doutor, e o novo companheiro Capitão Jack Harkness (John Barrowman) entendem o significado desta frase em "Bad Wolf", quando encontram um exército imparável de Daleks na estação espacial Satellite 5, que apareceu pela primeira vez em "The Long Game". Para retornar ao Doutor depois que ele a manda para a Terra no final da temporada em "The Parting of the Ways", Rose abre o console da máquina do tempo do Doutor, a TARDIS, e fica inundada com a potência do vórtice do tempo. Retornando, ela usa seu poder sobre o infinito do tempo e do espaço para espalhar as palavras "Bad Wolf" em sua totalidade, salvando o universo da invasão Dalek. Rose ressuscita Jack, que morreu do fogo Dalek, e destrói a frota Dalek antes que o Doutor drene a energia dela para salvar sua vida de seus efeitos nocivos. Rose fica horrorizada quando o Doutor parece morrer e regenera em um novo homem (David Tennant), que passa a levar a TARDIS e uma aterrorizada Rose para a Terra, abandonando Jack no Satellite 5.
O novo Doutor e Rose chegam à Terra no Dia de Natal, onde ele desmaia da tensão da regeneração no meio de uma invasão Sycorax no especial de Natal de 2005 "The Christmas Invasion". Tendo acordado e salvado a Terra, o Doutor aproveita o jantar de Natal com Rose antes de viajar para partes desconhecidas. Ao longo da segunda temporada (2006), Rose e o Doutor ficam cada vez mais próximos um do outro. Depois de derrotar um lobisomem em "Tooth and Claw", eles são nomeados cavaleiros pela Rainha Victoria (Pauline Collins), que bane eles como ameaças potenciais ao Império enquanto estabelece o Instituto Torchwood, que visa rastrear a atividade alienígena na Terra, incluindo a do Doutor. Seu relacionamento prova uma fonte de tensão uma vez que Mickey se junta ao par em suas viagens, por sugestão da ex-companheira do Doutor Sarah Jane Smith (Elisabeth Sladen) em "School Reunion". Enquanto está presa em um universo paralelo em "Rise of the Cybermen", Rose conhece uma versão rica e empreendedora de seu pai Pete, que nunca morreu. Mickey decide ficar para trás neste mundo para lutar contra os Cybermen, já que ele não quer mais se sentir como uma peça de reposição no final de "The Age of Steel". Sozinha com o Doutor novamente, Rose enfrenta a Besta (Gabriel Woolf) na história de duas partes "The Impossible Planet" e "The Satan Pit", que profetiza que Rose logo morrerá em batalha. Este dia chega quando, em "Army of Ghosts", a diretora do Instituto Torchwood Yvonne Hartman (Tracy-Ann Oberman) involuntariamente permite que o exército Cybermen e Dalek entrem na realidade de Rose, onde eles começam uma guerra. No final da temporada "Doomsday", ao selar os Cybermen e Daleks de volta ao vazio pelo qual eles vieram, Rose é transportada para o universo paralelo por Pete, para salvá-la de também ser puxada para o vazio. Rose fica presa no universo paralelo com Jackie e o universo alternativo Pete enquanto as paredes entre os universos se fecham; ela é mais tarde declarada morta em seu próprio universo. Meses depois, o Doutor consegue transmitir a Rose uma mensagem de despedida. Ela revela que agora trabalha para Torchwood desse universo e confessa seu amor por ele. Antes que ele possa responder, a conexão deles é perdida.
Na série spin-off Torchwood (2006-2011), o público descobre que o ato de Rose de ressuscitar Jack o amaldiçoou por ser incapaz de morrer. Sua ausência e o distanciamento doloroso do Doutor com ela prova um ponto de discórdia para a companheira do Doutor na terceira temporada (2007) Martha Jones (Freema Agyeman); quando Martha protege o Doutor, vivendo como um humano sem suas memórias, ainda é com Rose que ele sonha. Quando o Doutor se reúne com Donna Noble (Catherine Tate) na quarta temporada (2008) durante "Parceiros no Crime", Rose misteriosamente começa a aparecer na vida do Doutor - visto pela primeira vez apenas por Donna, e mais tarde em mensagens de vídeo silenciosas que o Doutor não percebe. Em "Turn Left", quando um "Besouro do Tempo" cria um universo alternativo no qual Donna nunca encontra o Doutor e o Doutor morre, Rose viaja de seu mundo paralelo para este mundo, trabalhando ao lado da organização UNIT para enviar Donna de volta no tempo, e fazer o eu mais jovem de Donna virar à esquerda em um cruzamento e não à direita. Rose diz a Donna para dizer duas palavras ao Doutor; "Lobo mau". O Doutor conclui que isso é um sinal de que o universo e a própria realidade estão sob ameaça. Mais tarde, no meio da trama de Davros (Julian Bleach) para destruir a existência, Rose se une ao Doutor e seus companheiros Donna, Martha, Jack e Sarah Jane para lutar contra ele e seu exército de Daleks. No meio da batalha, um Doutor parcialmente humano é criado e destrói os Daleks. O Doutor retorna Rose ao universo paralelo junto com Jackie e sua contraparte meio-humana. Rose desafia o Doutor a dizer as palavras que ele não disse a ela durante sua despedida anterior. O Doutor não responde, mas sua contraparte meio-humana sussurra em seu ouvido e Rose o beija. O Doutor recua, deixando Rose para trás com sua contraparte meio-humana. Nas cenas finais de "The End of Time" (2010), pouco antes de sua regeneração, o Doutor viaja para moradia de Rose nos primeiros minutos de 2005. Ele fala com ela nas sombras, perguntando em que ano estamos. Ela diz a ele que é 1º de janeiro de 2005. O Doutor promete a ela que ela terá um ótimo ano.
Piper retornou para o episódio de 50º aniversário do programa "The Day of the Doctor" (2013) como a interface de uma arma senciente de destruição em massa conhecida como 'O momento'. O Doutor da Guerra (John Hurt) pretende acabar com a guerra do tempo usando 'O Momento' para destruir os Daleks e os Senhores do Tempo. Usando a imagem de Rose, escolhida por seu significado futuro para o Doutor, 'O Momento' tenta persuadi-lo a buscar um curso de ação alternativo, mostrando-lhe como a decisão afetará seu futuro.

### Literatura
Rose é destaque nos primeiros doze romances de Doctor Who New Series Adventures, que expandem sua caracterização. Os três primeiros desses romances — The Clockwise Man, The Monsters Inside e Winner Takes All — foram publicados em maio de 2005 e apresentam apenas o Nono Doutor e Rose. The Monsters Inside retrata a primeira visita de Rose a um planeta alienígena, suas viagens anteriormente confinadas à Terra e a estações espaciais em órbita. Rose menciona esta visita ao planeta Justicia no primeiro episódio da série de televisão "Boom Town", que foi ao ar em 4 de junho de 2005. O segundo lote de romances do Nono Doutor —compreendendo The Deviant Strain, Only Human e The Stealers of Dreams - foram lançados em setembro de 2005 e expandem as viagens do Doutor e Rose com Jack Harkness. O romance Only Human menciona que Rose estava noiva de um interesse amoroso anterior antes de se envolver com Mickey. Os eventos de "Boom Town" são abordados em "The Stealers of Dreams", no qual Jackie reclama que Rose não a alertou sobre sua recente visita à Cardiff moderna. Os três primeiros romances a apresentar Rose e o Décimo Doutor—The Stone Rose, The Feast of the Drowned e The Resurrection Casket— foram lançados em abril de 2006 para coincidir com a transmissão da segunda temporada da série de televisão. The Feast of the Drowned explora o contexto do relacionamento inconstante de Rose com Jackie e Mickey à luz de suas frequentes ausências da Terra. Seu relacionamento com uma amiga de escola, Keisha, também é explorado; Rose fica irritada ao descobrir que ela e Mickey se envolveram em sua ausência. Os últimos três romances de New Series Adventures com Rose —The Nightmare of Black Island, The Art of Destruction e The Price of Paradise—foram publicados em setembro de 2006. Além da série regular de romances, Rose é destaque na novela, I am a Dalek no qual ela e o Doutor deve lidar com um híbrido humano-Dalek.
O "Doctor Who Annual 2006", publicado em agosto de 2005, fornece mais informações biográficas sobre Rose em um artigo escrito pelo escritor-chefe e produtor executivo do programa, Russell T Davies, incluindo o nome do meio "Marion", e informações sobre sua mãe, vida escolar e ex-namorados. A personagem também aparece em contos apresentados nos anuários de Doctor Who para 2006 e 2007, além de uma edição da revista complementar sancionada da série, Doctor Who Magazine. Ela também foi destaque em sequências de quadrinhos que aparecem nos anuários, Doctor Who Magazine e revistas infantis Doctor Who Adventures e Doctor Who – Battles in Time. Em uma tira de quadrinhos da revista Doctor Who, "The Green-Eyed Monster", Rose é possuída por uma criatura que se alimenta de ciúmes. A fim de despertar ciúmes suficientes para derrotar essa criatura, o Décimo Doutor finge um romance com a mãe de Rose e monta Mickey com um grupo de atores que se apresentam como lindas namoradas amazônicas. A personagem também aparece em um painel da segunda história de Buffy, A Caça-Vampiros: Oitava Temporada, "No Future for You".

### Drama de áudio
Após o encerramento do AudioGO e a aquisição da licença da nova série pela Big Finish, Piper reprisou seu papel como Rose em Doctor Who: The Tenth Doctor Adventures lançado em novembro de 2017, com David Tennant reprisando seu papel como o Décimo Doutor. As histórias incluem Infamy of the Zaross, Sword of the Chevalier e Cold Vengeance. Piper voltou novamente para "Rose Tyler: The Dimension Cannon", uma série com Rose como a personagem principal viajando por mundos paralelos em busca do Doutor.

## Desenvolvimento

### Escalação

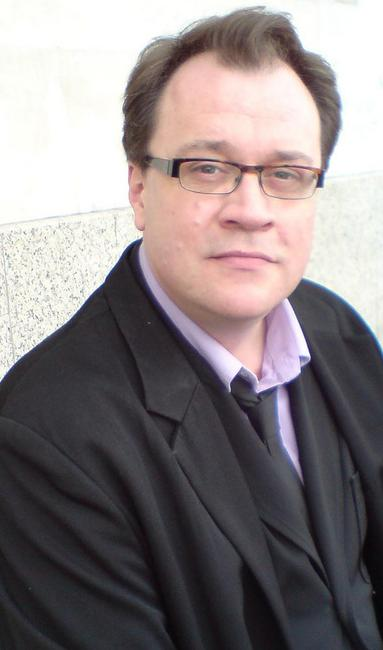
O produtor executivo de 2005–10 Russell T Davies (foto) reciclou deliberadamente os nomes "Rose" e "Tyler" de nomes que ele havia usado em trabalhos anteriores.

O escritor principal e produtor executivo Russell T Davies escolheu o nome Rose porque o considerou um "amuleto de boa sorte" depois de usá-lo para a personagem de Lesley Sharp em Bob & Rose. Seu desejo de tornar o show "essencialmente britânico" era outra justificativa: ele considerava Rose como "o nome mais britânico do mundo" e feminino o suficiente para subverter uma tendência recente de companheiras com nomes "de menino", como Peri, Benny, Charley e Ace. Davies também usa frequentemente o sobrenome "Tyler" em seu trabalho —personagens anteriores que ele criou com o sobrenome incluem Ruth Tyler em Revelations (1994), Vince Tyler em Queer as Folk (1999), e Johnny Tyler em The Second Coming (2003) —devido à sua afeição pela forma como o sobrenome é soletrado e pronunciado. Davies também usou o sobrenome "Tyler" em seu livro de Doctor Who New Adventures "Damaged Goods". A escalação de Piper como Rose foi anunciado pela BBC em 24 de maio de 2004. A chefe de Drama da BBC Wales Julie Gardner comentou que a ex-estrela pop "se encaixa perfeitamente" como um "parceiro único e dinâmico para Christopher Eccleston". Enquanto alguns fãs —incluindo um representante da Doctor Who Appreciation Society —estavam entusiasmados com o anúncio, outros acharam que era um "golpe de publicidade" e questionaram as credenciais de atuação de Piper. Um dos fatores que influenciaram a aceitação do papel por Piper foi que ela conseguiu relacionar a personagem de Rose com suas próprias experiências na adolescência.
A mídia britânica divulgou regularmente relatórios conflitantes sobre quanto tempo Piper permaneceria no programa. Em março de 2006, ela afirmou que continuaria em Doctor Who em sua terceira temporada em 2007. A BBC anunciou em 15 de junho de 2006 que Piper deveria partir no episódio final da segunda temporada, "Doomsday". A decisão de Piper de sair havia sido tomada um ano antes, mas permaneceu em segredo até que as notícias de sua partida se tornassem públicas. Após "Doomsday", Piper como Rose recebeu sinal verde para ser a estrela da série spin-off Rose Tyler: Earth Defence, ambientada em seu universo paralelo e indo ao ar como um especial de 'feriado bancário', mas Davies considerou o conceito "um spin-off longe demais" depois de Torchwood e The Sarah Jane Adventures. O eventual retorno de Piper durante a quarta temporada foi planejado durante as filmagens da segunda temporada; em janeiro de 2006, ela fez um pacto prometendo voltar a filmar vários outros episódios. Davies e Piper citaram seu compromisso com outros projetos—especificamente, seus papéis como Belle de Jour em Secret Diary of a Call Girl, e Fanny Price em Mansfield Park— como explicações por trás de sua partida parecendo permanente. O sucessor de Davies como produtor executivo, Steven Moffat elogiou a criação e o elenco da personagem antes do 50º aniversário da série em 2013. Ele afirmou que a personagem de Rose ajudou a garantir o retorno do show, permitindo "um público que naturalmente não teria assistido a "Doctor Who" para investir no show. Moffat sugeriu que durante os primeiros dois anos do renascimento "Doctor Who" "foi o show de Billie Piper" e que isso deu a ela um "status icônico" acima de outros companheiros de "Doctor Who".

### Caracterização
"Eu era muito parecida aos 19 anos. Queria que acontecesse alguma coisa na vida, queria um pouco mais. Eu queria encontrar alguém que pudesse desafiar minhas ideias. Então eu definitivamente me apeguei a isso."

—Billie Piper sobre como sua experiência pessoal influenciou sua abordagem para o personagem.
Rose é usado por Davies como uma introdução aos mitos e elementos de fantasia do show. Mais tarde, ele sublinhou as semelhanças entre Rose e Gwen Cooper —a protagonista de Torchwood — descrevendo ambas como "a pessoa comum que se depara com algo extraordinário e se vê igual". Como sua sucessora Martha, Rose é de Londres; Brett Mills da Universidade de East Anglia faz a suposição de que isso ocorre porque os personagens da capital do país são "relacionados a todos os britânicos" porque são vistos como "neutros". Rose é apresentada ao lado de um elenco de apoio na forma de seu namorado Mickey e sua mãe Jackie, que James Chapman cita como "evidência da tentativa de Davies de criar um contexto social para a companheira". Davies afirma que a inclusão desses dois personagens fazia parte de seu desejo de "torná-la real" e "dar a ela uma vida". Mais tarde, ele afirmou que, ao dar a Rose uma mãe, um namorado e uma "história triste com o pai", a personagem tem "sua própria mitologia, para combinar com o Doutor". Lindy A. Orthia observa que Rose, como os outros companheiros na era de "Doctor Who" de Davies, é "extraída de uma visão cosmopolita" em seu caso por causa de sua origem de classe. Orthia afirma que, embora os companheiros da classe trabalhadora tenham aparecido anteriormente no programa "nenhum era trabalhador não qualificado nem cronicamente sub- ou desempregado como Rose, Jackie e Donna". Olhando para os dois personagens, Davies sentiu que Jackie era alguém que está "segurando Rose" desde o primeiro episódio devido a suas sugestões de que sua filha se contentasse com um emprego servil. Piper afirma que isso faz com que Rose se ressinta um pouco de sua mãe, embora ela a ame.

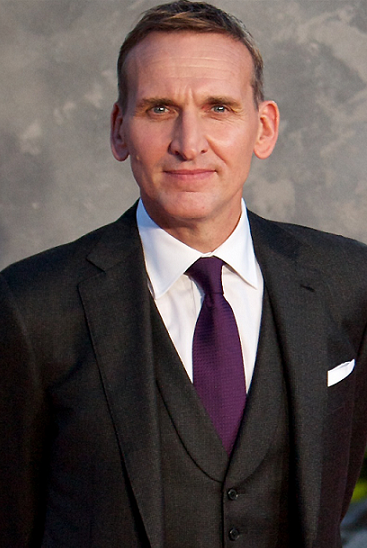
Christopher Eccleston sentiu que Rose era igual ao Nono Doutor na primeira temporada.

Kay McFadden, do The Seattle Times, sentiu que Rose se assemelhava "a Bridget Jones como uma mulher inglesa, embora um pouco abaixo da escala socioeconômica" esperando para ser despertada "não por algum Mark Darcy...  mas por aventura encarnada." Piper afirmou que no início da série Rose está "procurando algo para acontecer" e que uma vez que o Doutor chega, ela se torna "implacável" em sua decisão de "abandonar completamente sua vida como ela a conhece". Em uma prévia da série, ela caracterizou Rose como sendo "positiva, ambiciosa e cheia de convicção e confiança". Ela também sentiu que Rose é "uma boa personagem para se relacionar ou aspirar". Em uma retrospectiva de 2013 em seu tempo em Doctor Wh Piper afirmou que as características femininas de Rose contribuíram para que ela fosse uma representação equilibrada de uma personagem feminina. Ela sentiu que Rose como uma personagem poderia ser "de temperamento forte e vulnerável" e arriscou que sua resposta emocional a tornava mais interessante do que "uma personagem feminina lutando incessantemente pela perfeição". Eccleston, que interpretou o Nono Doutor, descreveu a personagem como uma "heroína" que "ensina [ao Doutor] enormes lições emocionais". Em um episódio de Doctor Who Confidential ele expandiu isso, descrevendo-a como "igual ao Doutor em todos os sentidos", exceto pelo fato de que ela não possui seu conhecimento científico. Ele sentiu que a relação entre os dois personagens era "amor à primeira vista", embora de uma forma mais misteriosa do que um caso de amor convencional. Davies resumiu a relação entre os dois personagens como "almas gêmeas" que "se entendem e se complementam".
Lynette Porter, em seu livro "Tarnished Heroes, Charming Villains and Modern Monsters: Science Fiction in Shades of Grey on 21st Century Television", observou que o papel de Rose "humaniza o Doutor e o torna menos estranho, não apenas para outros personagens, mas para o público". No final da primeira temporada, Rose assume energias mortais para salvar o Doutor e o planeta Terra. A editora de roteiro Helen Raynor sentiu que o episódio deu a Rose a chance de "novamente ser igual ao Doutor" e "finalmente combiná-la com um gesto tão nobre, forte, heroico e inteligente". Davies descreve Rose no contexto desta cena, e toda a primeira temporada, como sendo "mais corajosa do que corajosa e mais leal do que qualquer outra pessoa no universo". O Doutor retribui sua lealdade sacrificando sua nona encarnação para salvá-la; Davies afirma inequivocamente que "ele dá a vida por ela". Elementos da caracterização de Rose na primeira temporada eram originalmente diferentes. Paul Abbott estava programado para escrever um episódio que revelaria que toda a vida de Rose havia sido manipulada pelo Doutor para transformá-la em uma companheira ideal. Davies escreveu o episódio "Boom Town" para substituí-lo quando Abbott percebeu que estava muito ocupado para trabalhar no roteiro.

### Com o Décimo Doutor

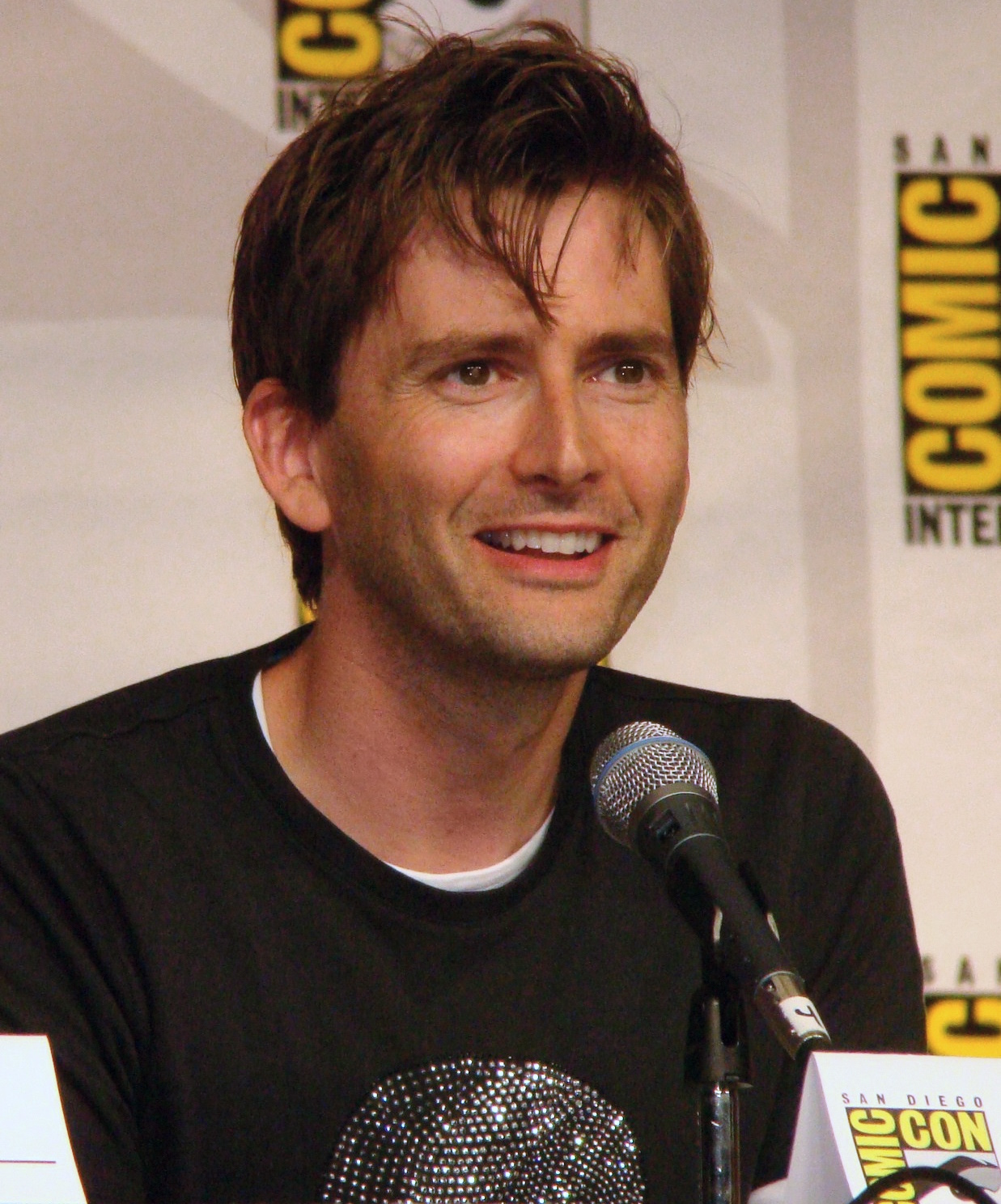
A segunda temporada explorou novos elementos da relação entre Rose e o Doutor de David Tennant.

Em uma entrevista com a SFX o produtor Phil Collinson afirmou que depois que o Doutor regenera " há mudanças dinâmicas iniciais porque [Rose] tem que aprender a confiar nele novamente". Piper acrescentou que, como o Doutor está incapacitado, Rose consequentemente se sente "não amada", "isolada" e "como se tivesse perdido seu melhor amigo". Na ausência do Doutor, Rose confia em suas observações dele e tenta imitar suas ações. Collinson sentiu que era importante resolver qualquer desconfiança entre os dois até o final do Especial de Natal, já que o público havia respondido bem à amizade de Rose e do Doutor anteriormente. Davies havia escrito o diálogo em "The Christmas Invasion" explicando o sotaque do Doutor recém-regenerado afirmando que ele teve um impressão em Rose e adotou sua maneira de falar. No entanto, devido a limitações de tempo, esta sequência não foi filmada. Discutindo como Rose se desenvolveu na segunda temporada, Piper a descreveu como tendo "chegado aos trancos e barrancos" e afirmou que agora é "muito mais proativa". Ela sentiu que há um "tipo diferente de energia" entre Rose e o Décimo Doutor, enquanto Tennant observou que o público poderia ver a relação Doutor-companheiro "se desenvolvendo e se tornando algo que talvez não tenha antes". Piper afirmou que com o Décimo Doutor, Rose é "mais irritada e mais possessiva" sobre ele, pois "ela sente que o perdeu uma vez e não quer perdê-lo novamente". Ela citou a "briga de gato" de Rose com a ex-companheira Sarah Jane Smith em "School Reunion" como evidência disso. Discutindo a possibilidade de Rose e o Décimo Doctor se envolverem mais romanticamente, Piper afirmou: "Você quer que isso aconteça, mas ao mesmo tempo você não quer que aconteça". Tennant comparou a dinâmica entre o par ao de Dana Scully (Gillian Anderson) e Fox Mulder (David Duchovny) em The X-Files. Tanto Tennant quanto Piper concordaram que a expectativa do relacionamento é mais emocionante do que realizá-lo. Para aumentar a tragédia de sua separação, Davies roteirizou o arco de duas histórias da série para que Rose e o Doutor fossem indiretamente responsáveis por sua separação. "É deliberado quando isso acontece [o Doutor e a arrogância de Rose]", disse Davies, "e eles pagam o preço. Em "Tooth and Claw", eles montam a mesma coisa — Torchwood — que os separa no final. É uma espécie de culpa deles mesmos." Embora Davies tenha deixado a resposta do Doutor à declaração de amor de Rose em "Doomsday" não declarada, Gardner sentiu fortemente que o personagem retribuía seus sentimentos. No comentário do episódio, ela afirmou que "confirmaria ao mundo" que ele iria "dizer de volta".

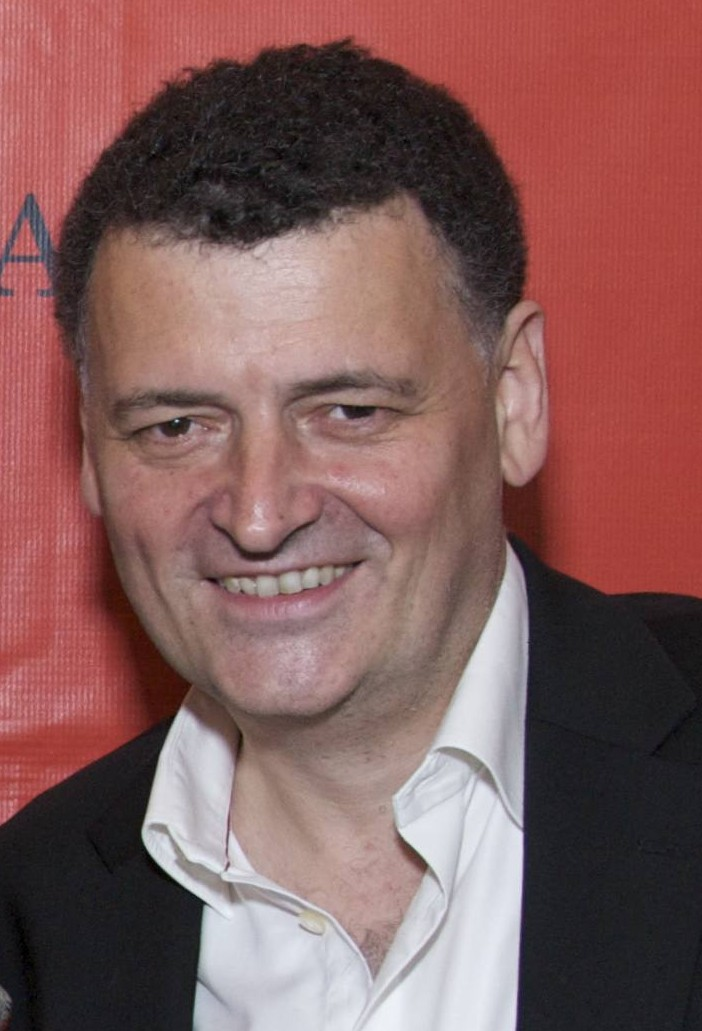
O sucessor de Davies Steven Moffat não queria adicionar ao arco de personagem a Rose ao incluir Piper em um especial de 2013, reintroduzindo sua persona divina, "Bad Wolf".

Davies criou a expectativa do retorno de Rose na quarta temporada, mencionando-a em diálogo e apresentando Piper em aparições em "Partners in Crime", "The Poison Sky", e "Midnight". Falando sobre como a personagem de Rose mudou entre suas aparições, Davies descreveu a Rose da quarta temporada como "mais difícil, mais independente, e [ela] pode, às vezes, parecer um pouco mais difícil". Piper afirmou que assistiu novamente seus episódios anteriores para lembrar como a personagem falava e agia, pois sentia que "estava interpretando pássaros elegantes" desde que deixou o programa e, em contraste, "Rose é um pouco chav". Rose se reencontra com o Doutor perto do clímax de "The Stolen Earth". O diretor Graeme Harper insistiu que a cena parece "mística" porque a reunião dos personagens foi "o momento mais mágico" de todo o episódio e Ernie Vincze, o diretor de fotografia do programa, comparou o sentimento da cena ao filme de ficção científica dos anos 80 Blade Runner. Davies caracterizou a reunião entre Rose e o Doutor como "o maior romance que [o espectador] já viu" e brincou que filmes seminais como "E o Vento Levou" deveriam terminaram com um Dalek atirando no protagonista masculino. Ele teve dificuldade em dividir os personagens pela segunda vez pela necessidade da trama. Ele sentiu que "Rose tem que ser estúpida para se apaixonar pelo Doutor #2" porque "ela está fazendo o que o enredo exige, não o que ela exigiria". Em um estágio, ele considerou dar uma explicação de que o salto de dimensão de Rose e a intromissão do Dalek com a realidade a haviam contaminado com "coisas vazias" e que ela morreria se permanecesse em seu universo original. No episódio final é suficiente para ela ficar que o Doutor humano precisa dela e é capaz de retribuir seu amor. Porter sentiu que o clímax de "Journey's End" indicava que "o papel de Rose como ajudante foi concluído", pois ela tem um segundo Doutor para humanizar, um com quem ela pode ser igual.

### Represálias
Embora Davies pretendia que a série terminasse com o Décimo Doutor visitando seus antigos companheiros, ele lutou para incluir Rose. Uma ideia inicial era que Rose aparecesse com seu Doutor metade humano no universo paralelo, onde ambos sentiriam o Décimo Doutor original se regenerando. No entanto, Davies sentiu que isso levantaria muitas questões sobre suas vidas no universo paralelo. O sucessor de Davies como produtor executivo, Steven Moffat, sentiu que Davies terminou a história de Rose da maneira perfeita, escolhendo levá-la de volta ao início de seu conhecimento com o Doutor. O retorno de Piper para o episódio de 50º aniversário de Doctor Who foi confirmado em março de 2013. Moffat queria incluir Piper no episódio porque sentiu que ela simbolizava o renascimento de Doctor Who. Como ele não se sentia confortável em adicionar ao arco da história de Davies, ele optou por reintroduzir sua personagem 'Bad Wolf'. Durante o episódio, o personagem de Piper dialoga apenas com o Doutor da Guerra de John Hurt, e não é visto pelos outros personagens, incluindo o Décimo Doutor. Os revisores notaram semelhanças entre a caracterização de 'Bad Wolf' da Rose e a de um dispositivo de enredo usado por Charles Dickens em sua novela A Christmas Carol de 1843. Ted B. Kissell, um jornalista do The Atlantic comparou o Doutor da Guerra a Ebenezer Scrooge e apelidou Rose de "fantasma dos doutores ainda por vir".

## Recepção

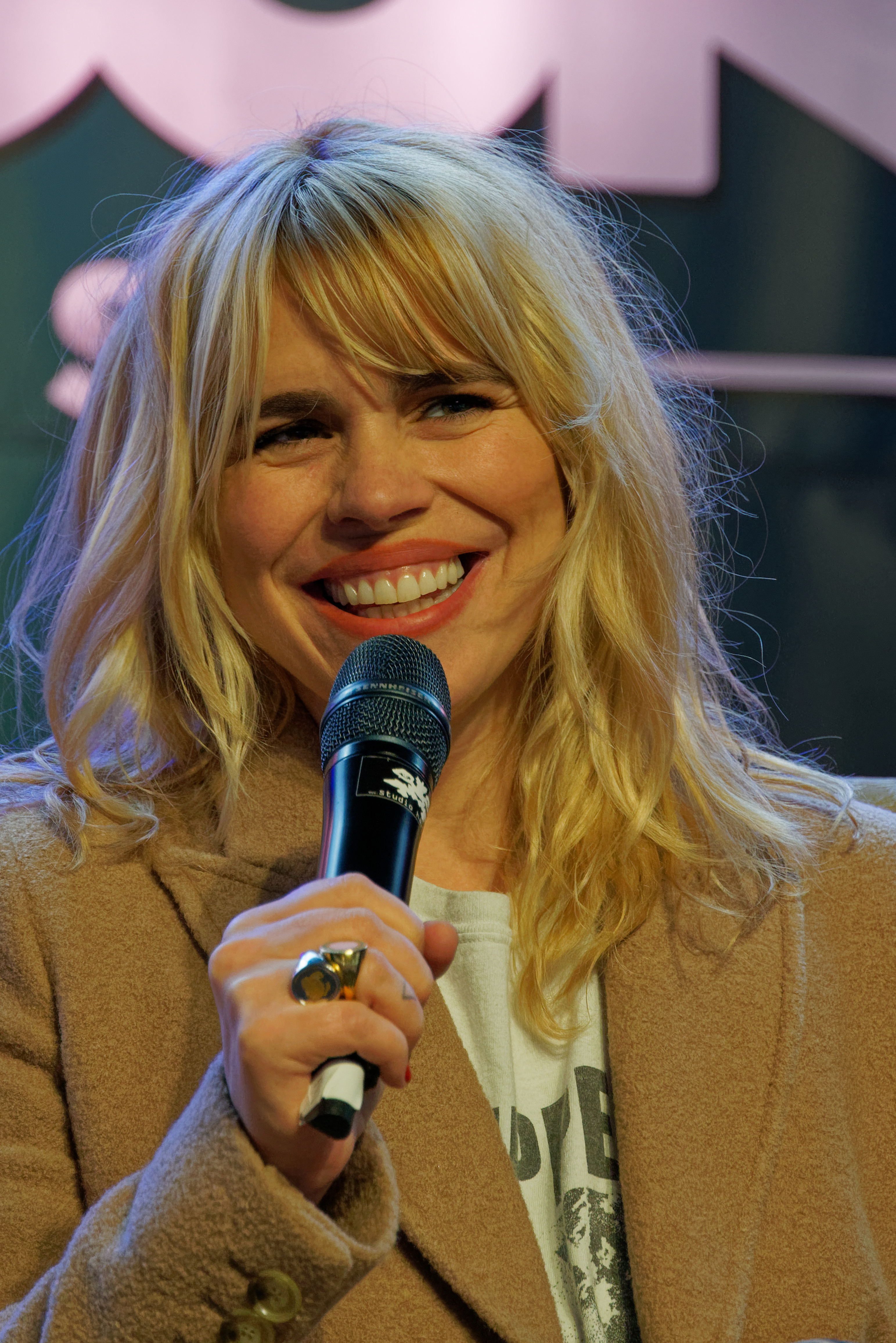
Billie Piper recebeu elogios por seu papel como Rose.

Após uma prévia da primeira temporada, Owen Gibson do The Guardian descreveu Rose como "recém-empoderada" e uma "adolescente em ação no molde de Buffy, a Caça-Vampiros." Antes da estreia da série na Australian Network ABC Robin Oliver do The Sydney Morning Herald descreveu o papel de Rose na série como sendo "mais igual ao Doutor do que os companheiros anteriores" e que isso "não foi uma conquista insignificante contra as habilidades de atuação de Eccleston". O ator do Sétimo Doutor Sylvester McCoy opinou que Piper era "maravilhosa no papel" e que a relação entre ela e o Doutor era "bastante extraordinária". Porter sugere em sua análise de Rose que o romance entre ela e o Doutor ampliou o apelo demográfico da série. Ela afirma que a história de amor "ferve o suficiente abaixo da superfície que os adultos, especialmente as mulheres que acham os Senhores do Tempo sexys, assistiram à série pela interação de Rose com o Doutor". Em seu livro Quem é o Doutor?, Graeme Burk e Robert Smith descreveram o beijo culminante entre o Nono Doutor e Rose em "Who is the Doctor?" como algo "quetodos nós secretamente queríamos, mesmo que isso o tenha matado". Peter Davison, que interpretou o Quinto Doutor, também sentiu que permitir que o Doutor e seu companheiro tivessem tensão sexual, em última análise, permitiu uma caracterização mais completa. Ele acreditava que Rose foi o primeiro exemplo da equipe de produção criando um companheiro bem escrito.
Burk e Smith acharam a dupla do Doutor e Rose desagradável no episódio "Tooth and Claw" porque eles estavam "agindo como idiotas presunçosos". No entanto, eles notaram que "felizmente há consequências: o arco da temporada é iniciado como resultado direto do Doutor e Rose serem tão irritantes". Harry Venning do The Stage comentou que a eventual cena de despedida entre Rose e o Doutor em "Doomsday" foi "lindamente escrita e comovente", com "não um olho seco no universo". Burk e Smith destacaram o desempenho de Piper no episódio para elogios especiais, afirmando que ela "é surpreendente em capturar a realidade de alguém cujo mundo de repente, finalmente entra em colapso". Comentando sobre a saída de Piper, Dek Hogan do Digital Spy afirmou que "a energia de Billie Piper foi, sem dúvida, uma das razões pelas quais esse renascimento foi tão bem-sucedido e a difícil terceira temporada será muito mais sem ela". Stephen Brook do "The Guardian" comentou que "a partida da muito amada Rose... foi tratada de forma brilhante e completamente inesperada".
Stephen James Walker, um escritor de obras de referência em Doctor Who, deu uma crítica desfavorável ao retorno de Rose em "Turn Left" em seu "guia não autorizado para quarta temporada da série", Monsters Within. Ele achava que Billie Piper estava "distintamente abaixo do par", citando sua aparência magra e desnutrida, novo penteado e leve ceceio como razões pelas quais sua atuação não era a melhor. Ele criticou seu papel no episódio, afirmando que tinha sido "muito menos bem trabalhado" do que o de Donna. Ben Rawson-Jones do Digital Spy também notou uma mudança na enunciação de Piper; ele comparou seu sotaque a "[ter] sua boca anestesiada com anestesia local". Na revisão de Rawson-Jones do final da temporada, ele observa que, embora o Doutor e Rose 'copiassem' seria divisivo com o público do programa, "Davies sabiamente conseguiu agradar a ambas as partes" ao emparelhá-la com um Doutor humano. No entanto, Travis Fickett do IGN reagiu desfavoravelmente ao retorno de Rose e seu emparelhamento com a parte humana do Doutor. Ele pensou que isso prejudicou sua "partida perfeita" em "Doomsday", já que ela estava à margem de grande parte de "Journey's End", e ela terminando com a parte humana, parte Senhro do Tempo do Doutor "parece um insulto ao personagem". Charlie Jane Anders do Io9 também reagiu desfavoravelmente ao retorno de Rose e escreveu "ficou bem claro que ela estava lá apenas para que ela pudesse obter seu falso Doutor de estimação no final".
Os revisores geralmente reagiram positivamente à aparição de Piper em 2013 no episódio do 50º aniversário "The Day of the Doctor". Ben Lawrence do The Daily Telegraph chamou seu desempenho como o "Bad Wolf" "transfixante". Neela Debnath do The Independent elogiou a química entre Hurt e Piper e comparou o desempenho de Piper com a interpretação de Suranne Jones' de TARDIS em "The Doctor's Wife" descrevendo-a como "ligeiramente excêntrico" e "fora da parede". Daniel Martin, do The Guardian, elogiou a decisão de Steven Moffat de não estender a história de Rose Tyler ou reuni-la com o Décimo Doutor. Ele chamou Piper de "uma lenda verdadeira e interminável de Doctor Who" e afirmou que "sua interpretação sábia do avatar "Bad Wolf" fez uma facada razoável no roubo do show".
Geoff Boucher do Los Angeles Times nomeou Rose a nona melhor companheira de todos os tempos, referindo-se a ela como "a personagem atrevida e inteligente que foi a chave para o sucesso do relançamento de Russell T Davies de Doctor Who em 2005". Ela foi nomeada a melhor companheira de Doctor Who pela Digital Spy em 2011, que opinou que ela trabalhou melhor ao lado do Nono Doutor. Em 2006 ela foi eleita a melhor companheira pelos leitores da Doctor Who Magazine. Em uma pesquisa online no final de 2010 conduzida pelo Radio Times, com mais de 3 mil participantes, Rose foi novamente eleita a companheira mais popular. Ela manteve essa posição em uma pesquisa de 2013 realizada antes do 50º aniversário de Doctor Who, que teve mais de 21 mil entrevistados, com 25,09% dos votos. Em uma pesquisa de 2012 conduzida pela BBC America com mais de 200 mil participantes, Rose foi eleita "A Maior Mulher de Doctor Who". Ambos Gavin Fuller do The Daily Telegraph e Daniel Martin do The Guardian classificaram-na como a segunda melhor companheira atrás de Sarah Jane Smith. Em 2012, Will Salmon da revista SFX listou a saída original de Rose como a maior partida de um companheiro na história de Doctor Who, pois sentiu que era "impossível não se comover com o rompimento repentino de seu relacionamento". Em 2014, a Radio Times organizou a pesquisa on-line mais massiva (mais de 2 milhões de entrevistados) que contou com todos os companheiros desde 1963, superando os principais concorrentes Jack Harkness e River Song, Rose foi coroada "Companion Champion".
No National Television Awards de 2005, Billie Piper ganhou o prêmio de "Atriz Mais Popular" por seu papel como Rose. Na enquente da BBC Online so "Melhor do Drama" em 2005, Piper ganhou a categoria de Melhor Atriz com 59,76% dos votos. Ela também foi eleita a estrela mais desejável com 26,47%. Em janeiro de 2006, ela foi premiada com o Breakthrough Award for Rising British Talent no The South Bank Show Awards. Piper novamente ganhou na categoria Atriz Mais Popular no National Television Awards de 2006 por seu trabalho na segunda temporada de Doctor Who. Em setembro de 2006, Piper foi nomeada Melhor Atriz no TV Quick e TV Choice Awards. Tom Cole da Radio Times discutiu a importância de Doctor Who para impulsionar a carreira de Piper em um artigo sobre como ex-atores de Doctor Who agora podem esperar mais do que "uma vida de assinando autógrafos em convenções provinciais de ficção científica." Ele observa que o retrato de Rose por Piper "cimentou firmemente suas credenciais como atriz" e citou a variedade de papéis que ela assumiu desde que deixou o programa como prova de que "no que diz respeito às carreiras pós-Who, eles não ficar muito mais saudável do que o de Billie."